# Xin Zhui

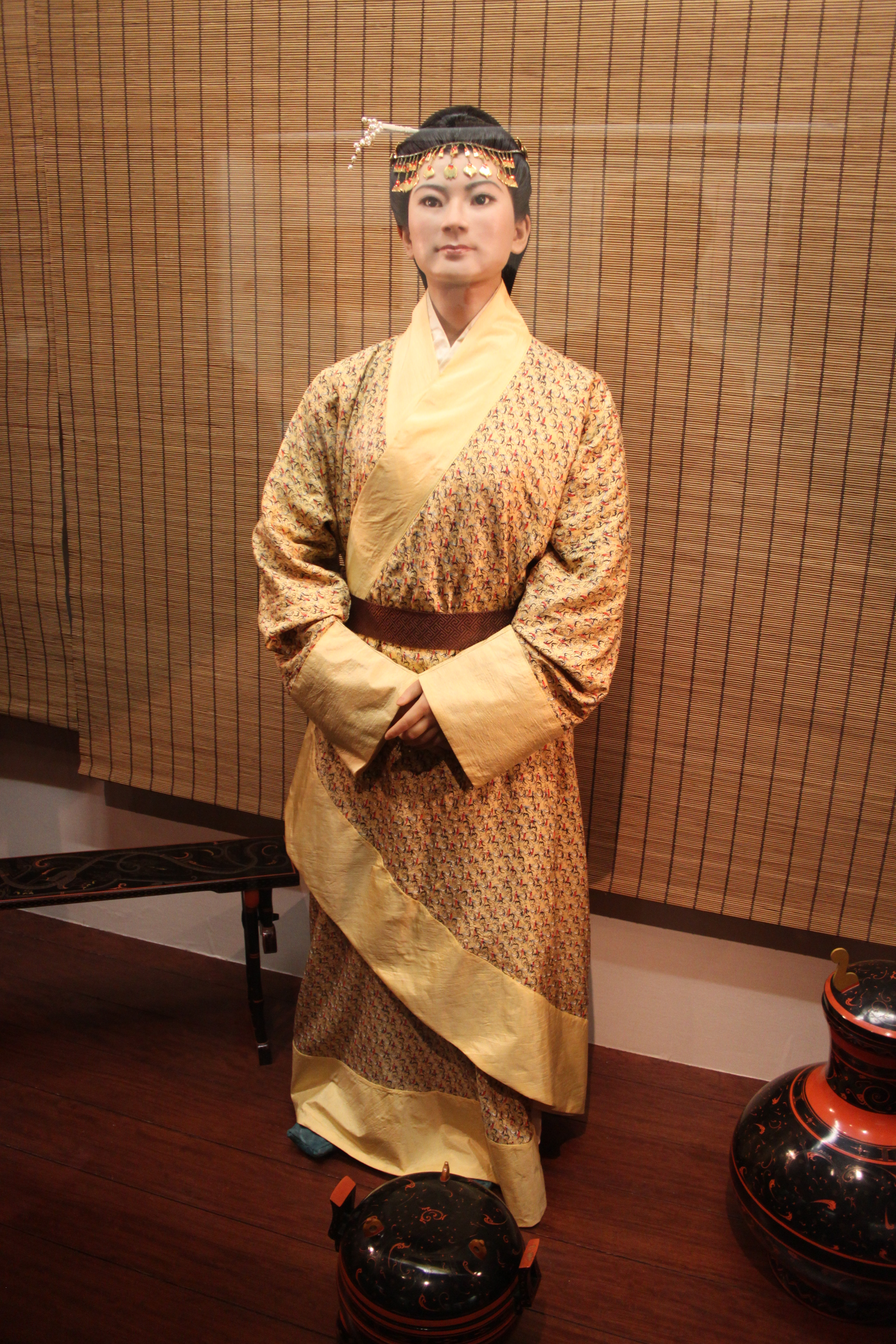
Estatua de cera de la dama Dai de su juventud, cuando aún no padecía de obesidad.

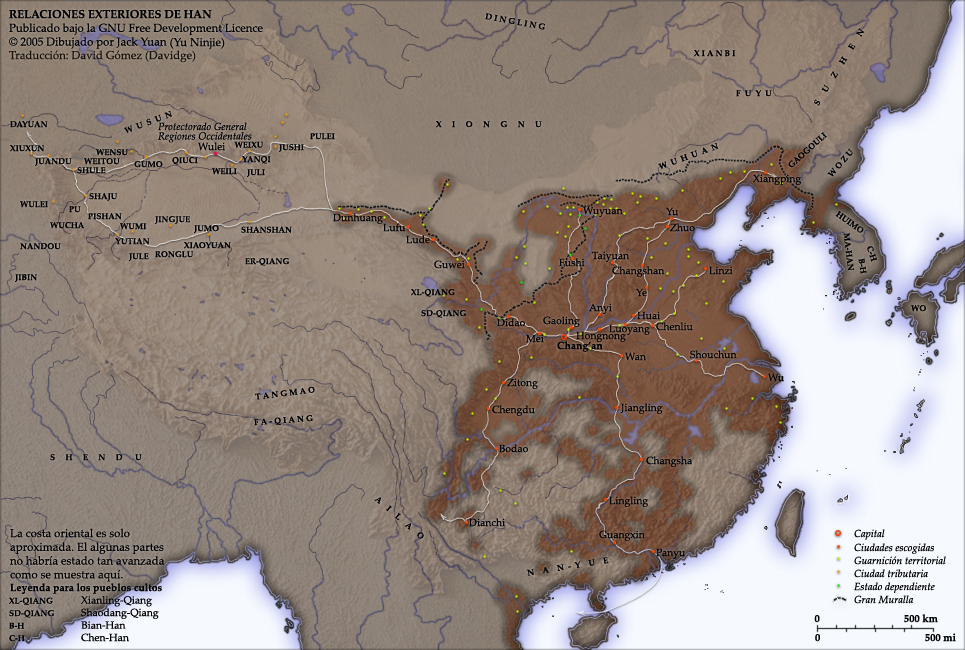
Zona de influencia de la Dinastía Han occidental.

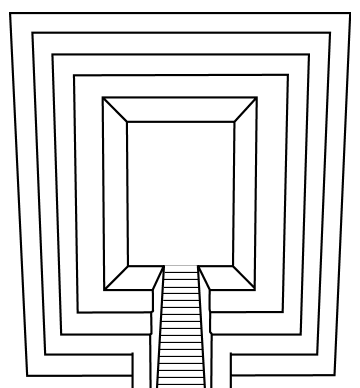
Esquema de la tumba n.º 1, donde se encontró el cuerpo de Xin Zhui.

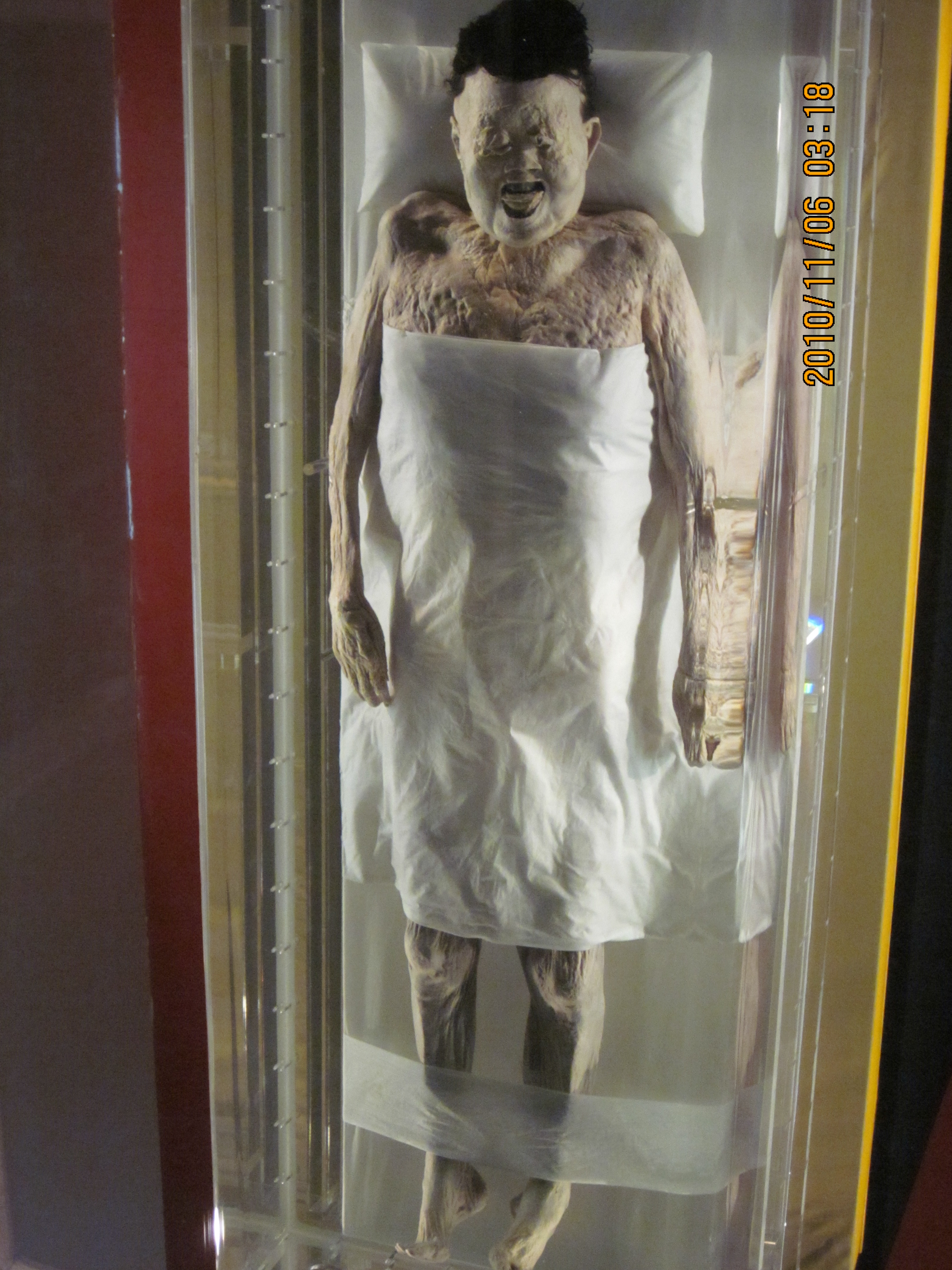
El cuerpo conservado de la dama Xin Zhui, más conocido como «momia de la Dama Dai».

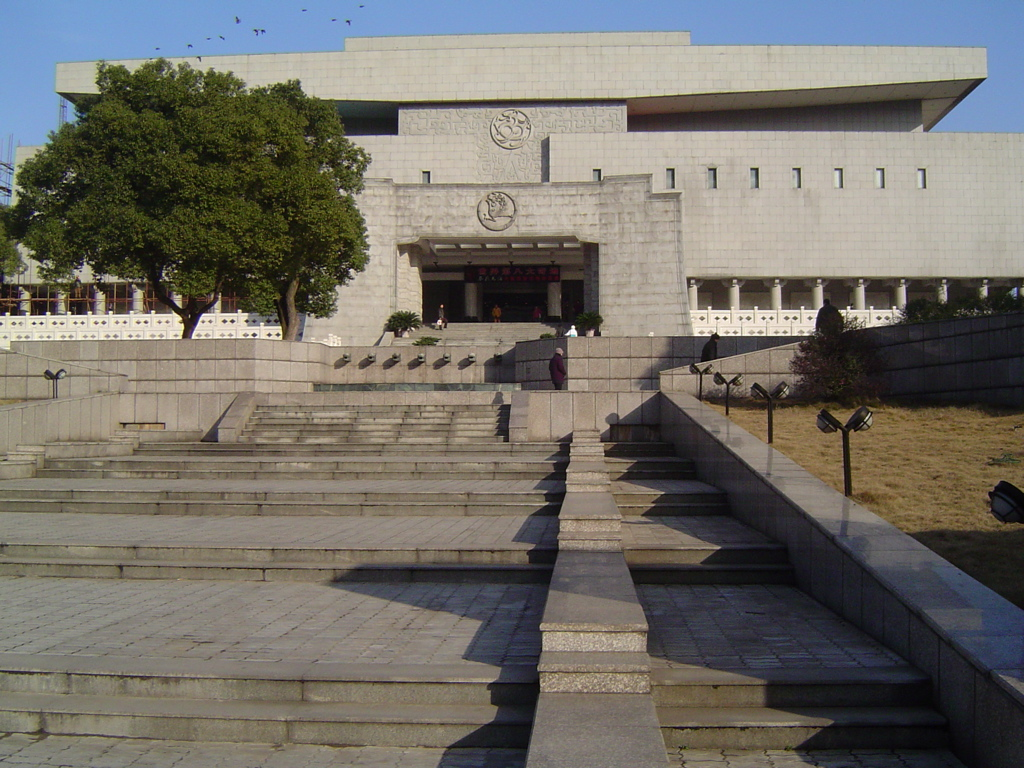
Museo Provincial de Hunan, lugar donde se exhibe la «momia de la dama Dai».

Xin Zhui (Changsha, 217‑169 o 168 a. C.), también conocida como señora Dai o marquesa de Dai, fue una aristócrata china, esposa de Li Cang (利蒼), el marqués de Dai, durante la dinastía Han (206 a. C.-220 d. C.).
Se hizo famosa más de 2000 años después de su muerte, cuando se descubrió su tumba en el interior de la colina Mawangdui, en Changsha, provincia de Hunan (China). Tras abrir la tumba, los trabajadores descubrieron sus restos excepcionalmente conservados junto a centenares de documentos y artefactos valiosos.
Su cuerpo y las pertenencias están actualmente bajo el cuidado del Museo Provincial de Hunan, el cual ha organizado exposiciones internacionales ocasionales.

## Vida y muerte
Xin Zhui vivió un estilo de vida extravagante. Disfrutó del entretenimiento de sus propios músicos, a quienes los tenía para tocar para su disfrute personal.
También pudo haber disfrutado tocando música, en particular el qin, que se asociaba tradicionalmente con el refinamiento y la inteligencia.
Como aristócrata, Xin Zhui tuvo acceso a una variedad de comidas imperiales, incluyendo varios tipos de carne, que se reservaban a la familia real y a los miembros de la clase gobernante.
Gran parte de su ropa estaba hecha de seda y otras valiosas telas, poseyendo además gran variedad de cosméticos.
Con el paso de los años, Xin Zhui sufrió varias patologías que finalmente causarían su muerte. Junto a varios parásitos internos, también tenía trombosis coronaria y arteriosclerosis, probablemente debido al exceso de peso producido por su vida sedentaria. Sufriría un intenso dolor, favorecido por su inactividad física, debido a una vértebra fusionada debido a la osteoporosis. También padeció cálculos biliares, estando uno de ellos alojados no en la vesícula biliar sino en el conducto biliar, empeorando su condición.
Después de sobrevivir a su marido y, potencialmente, a su hijo, Xin Zhui murió en torno a los 50 años de edad en 163 a. C.
La causa de muerte fue un ataque al corazón, debido a años de mala salud.
Fue enterrada en una inmensa tumba en Mawangdui en Changsha, con más de 1000 objetos que van desde recipientes de comida y bebida, a ropas de seda y tapices, figuras de músicos y plañideras.

## Descubrimiento
El 18 de agosto de 1971, los trabajadores que cavaban un refugio antiaéreo para un hospital cercano a Changsha desenterraron la tumba de Xin Zhui, así como las tumbas de su marido y un hombre joven que se considera, por lo general, su hijo.
Con la ayuda de más de 1500 alumnos del instituto local, los arqueólogos empezaron una gran excavación del lugar comenzando el 16 de enero de 1972. El cuerpo de Xin Zhui se encontró dentro de cuatro construcciones de pino rectangulares cada una dentro de la anterior, siendo enterradas bajo capas de carbón y arcilla blanca. El cadáver estaba envuelto en veinte capas de la ropa atada con lazos de seda.
Los ataúdes eran de tamaño decreciente. El mayor y exterior estaba pintado de negro, el color de la muerte y el inframundo. Las imágenes sobre él se refieren a la muerte y el renacimiento, la protección en el más allá y la inmortalidad. El segundo ataúd también era negro, pero con un patrón de nubes estilizadas y deidades protectoras y animales auspiciosos flotando en ese vacío. Una figura diminuta, la mujer fallecida, está emergiendo en la parte central inferior, solo la parte superior del cuerpo, representando su ingreso en el más allá. El tercer ataúd es rojo brillante, el color de la inmortalidad, y los motivos decorativos consisten en animales mitológicos y un inmortal alado junto al monte Kunlun de tres picos, símbolo de la eternidad. Sobre el ataúd reposaba un estandarte de seda pintada de dos metros. Plumas amarillas y negras habían sido pegadas a la tapa del ataúd interior. Los chinos de la época creían que para volar a los cielos y convertirse en inmortal, el alma necesitaba "emplumarse" para volverse un ser celestial. Las plumas pegadas expresan el deseo de que a Xin Zhui le crecieran plumas para subir a los cielos y volverse inmortal.
Al mismo tiempo, existía la creencia de que los muertos necesitaban para subsistir en las tumbas, comida y buen alojamiento igual que los vivos. De ahí que fueran enterrados con ajuares con ofrendas, alimentos y mobiliario para poder seguir usándolo en la otra vida. Además, durante la dinastía Han empezó a hacerse énfasis en la piedad filial, y el demostrarla se había convertido en un requisito para convertirse en funcionario, y los entierros elaborados y lujosos eran una manera significativa de mostrar piedad filial hacia los padres difuntos.
El cuerpo de Xin Zhui estaba extraordinariamente bien conservado. Su piel era blanda y húmeda, con músculos que aún podían flexionar las articulaciones de los brazos y piernas. Su estado de conservación permitió realizar una autopsia a los doctores del Instituto Médico Provincial de Hunan el 14 de diciembre de 1972.
La mayoría de lo que se sabe del estilo de vida de Xin Zhui se debe a ésta y otras examinaciones.
Se hallaron semillas de melón en su estómago, lo que supone que murió en verano, cuando la fruta madura. Su presencia también indica que murió entre dos y tres horas después de comer la fruta.

## Importancia
El cuerpo y la tumba de Xin Zhui se consideran uno de los descubrimientos arqueológicos más importantes del siglo XX.
Además de ser uno de los restos humanos mejor conservados descubierto en China, el contenido de la tumba de Xin Zhui reveló una cantidad increíble de información de la vida en la dinastía Han que se desconocía previamente. El descubrimiento sigue otorgando información en los campos de arqueología y ciencia en el siglo XXI, particularmente en el área de preservación de restos humanos antiguos. Científicos en 2003 desarrollaron un «compuesto secreto» que se inyectó en la sangre aún presente de Xin Zhui para asegurar su conservación.
La investigación del museo provincial de Hunan continúa con el objetivo de perfeccionar la conservación de cadáveres, usando a Xin Zhui como principal candidato para estos procedimientos.